# 君となら〜Nobody Else But You
『君となら〜Nobody Else But You』（きみとなら　ノーバディ・エルス・バット・ユー）は、三谷幸喜脚本による舞台劇。1995年、PARCO劇場にて初演。

## キャスト
| 役名       | 初演舞台版 （1995年） | 再演版 （1997年） | 再々演版 （2014年） |
| ---------- | --------------------- | ----------------- | ------------------- |
| 小磯あゆみ | 斉藤由貴              | 斉藤由貴          | 竹内結子            |
| 小磯国太郎 | 角野卓造              | 角野卓造          | 草刈正雄            |
| 小磯ふじみ | 宮地雅子              | 宮地雅子          | イモトアヤコ        |
| 小磯よりえ | 高林由紀子            | 高林由紀子        | 長野里美            |
| 諸星玄也   | 益岡徹                | 小倉久寛          | 長谷川朝晴          |
| 和田       | 伊藤俊人              | 伊藤俊人          | 木津誠之            |
| 諸星賢也   | 佐藤慶                | 佐藤慶            | 小林勝也            |

## 上演データ

### 初演
- 演出：山田和也
- 劇場：PARCO劇場
- 上演：1995年7月5日 - 8月10日

### 再演
- 演出：山田和也
- 劇場：PARCO劇場
- 上演：1997年6月20日 - 7月20日

### 再々演
- 演出：三谷幸喜
- 劇場：PARCO劇場
- 上演：2014年8月9日 - 9月15日